# Chameli
Chameli (Hindi: चमेली, übersetzt: Jasmin) ist ein preisgekrönter Bollywoodfilm aus dem Jahr 2003. Der Film hatte keinen kommerziellen Erfolg, wurde allerdings von Kritikern gelobt.

## Handlung
In einer stark verregneten Nacht  fährt der frustrierte Witwer und erfolglose Geschäftsmann Aman Kapoor durch die Metropole Bombay. Sein Auto bleibt aufgrund der überfluteten Straßen stehen. Auch ist niemand in der Nähe, den er um Hilfe bitten könnte. Deshalb sucht er unter einem Dach Schutz, wo die Prostituierte Chameli auf Freier wartet. Da allerdings kein Kunde in Sicht ist, beginnt sie ein Gespräch. Erst weist Aman sie ab, doch als sie von ihrem Leben erzählt, zeigt er Interesse.
Chamelis Zuhälter Usman hat es in dieser Nacht auf sie abgesehen, da sie ihm noch 25.000 Rupien schuldet. Amar hat Mitleid und will Chameli helfen. In einer Bar trifft sie sich mit Usman. Als Usman ihr gegenüber handgreiflich wird, greift Aman ein, der Chamelis Schulden begleichen will. Sie gehen zur Bank, wo Aman das Geld abhebt. Usman will aber mehr Geld und zückt das Messer. Bei dieser Auseinandersetzung wird Usman ungewollt verletzt. Chameli und Aman werden in Haft genommen. Nach kurzem Hin und Her kommen sie jedoch frei und Chameli ist schuldenfrei.
Nach dieser aufregenden Nacht kehrt Aman endlich wieder nach Hause zurück und ist dank Chameli ein anderer Mann. Nach dem Tod seiner Frau hatte er ein deprimiertes Leben geführt. Er springt über seinen Schatten und nimmt den Kontakt zu seinem Schwiegervater wieder auf.
Schließlich trifft er wieder Chameli an ihrem Arbeitsort und ihr Wiedersehen erinnert an ihre erste Begegnung.

## Musik
| Songtitel                             | Sänger/in                     |
| ------------------------------------- | ----------------------------- |
| „Bhaage Re Mann“                      | Sunidhi Chauhan               |
| „Sajna Ve Sajna“                      | Sunidhi Chauhan               |
| „Sajna Ve Sajna 2“                    | Sunidhi Chauhan               |
| „Jane Kyon Humko“ - Female            | Sunidhi Chauhan               |
| „Jaane Kyon Humko“ - Duet (Version 1) | Sunidhi Chauhan, Javed Ali    |
| „Jaane Kyon Humko“ - Duet (Version 2) | Sunidhi Chauhan, Udit Narayan |
| „Yeh Lamha“                           | Sunidhi Chauhan               |
| „Soul Of Chameli“                     | Instrumental                  |

## Auszeichnungen 2004
Asian First Film Festival
- Swarovski Trophy für die „Beste Kamera“ an Aseem Bajaj

Filmfare Award 2004
- Filmfare Award/Besondere Leistung an Kareena Kapoor
- Filmfare Award/Beste Kamera an Aseem Bajaj

IIFA Award
- IIFA Award/Beste Kamera an Aseem Bajaj

Nominierung
- IIFA Award/Beste Playbacksängerin an Sunidhi Chauhan für den Song Sajna Ve

Star Screen Award
- Star Screen Award/Beste Playbacksängerin an Sunidhi Chauhan für den Song Sajna Ve

Sansui Viewer’s Choice Awards
- Sansui Viewer’s Choice Awards/Beste Kamera an Aseem Bajaj

Bollywood Movie Award
- Bollywood Movie Award/Kritikerpreis – Beste Darstellerin an Kareena Kapoor

## Kritik
„Die Handlung bleibt ziemlich dünn, beinhaltet aber starke Dialoge und Rückblenden in die Leben der Charaktere. Es passiert etwas gar viel in nur einer Nacht, doch die Logik wird nicht überspannt. Und zum Schluss gibt es, so ganz und gar nicht Bollywood-üblich *Trommelwirbel* ein offenes Ende! In der Tat ungewöhnlich. Und sympathisch. Das gilt für den ganzen Streifen. Trotz hartem Thema und rohen Charakteren ist das Werk letztendlich sehr am menscheln. Sicher nicht der Film des Jahres und auch keiner, der in Indien gross Kasse macht. Aber Kareena sieht man danach mit anderen Augen. Mutig, Mädchen, mutig.“ (von molodezhnaja.ch)

## Trivia
- Während der Dreharbeiten verstarb der Regisseur Anant Balani. Die Dreharbeiten wurden unter der Regie des Drehbuchautors Sudhir Mishra fortgesetzt.